# Boves (Francia)
Boves è un comune francese di 2 947 abitanti situato nel dipartimento della Somme nella regione dell'Alta Francia.
Nel territorio del comune scorre l'Avre, affluente della Somme.

## Società

### Evoluzione demografica
Abitanti censiti